# Шевченко (Вугледарська міська громада)
Шевче́нко — село Вугледарської міської громади Волноваського району Донецької області України.

## Загальні відомості
Відстань до райцентру становить близько 26 км і проходить автошляхом місцевого значення. Землі села межують із територією Мар'їнського та Великоновосілківському районів Донецької області.

## Населення
За даними перепису 2001 року населення села становило 23 особи, з них 86,96 % зазначили рідною мову українську та 13,04 % — російську.
Станом на 2022 рік, постійного населення в селі не знаходиться.